# Stazione di Bibbiano Via Monti
La stazione di Bibbiano Via Monti è una fermata ferroviaria della ferrovia Reggio Emilia-Ciano d'Enza. Serve il centro abitato di Bibbiano, in provincia di Reggio Emilia.
È gestita da Ferrovie Emilia Romagna (FER).

## Storia
La fermata venne attivata nel 1993.

## Movimento
La fermata è servita dai treni regionali della relazione Reggio Emilia-Ciano, svolti da Trenitalia Tper nell'ambito del contratto di servizio stipulato con la regione Emilia-Romagna. Dal 2022, in seguito alla elettrificazione della ferrovia Reggio Emilia-Ciano d'Enza, è servita dai treni elettrici Stadler FLIRT e Pop di Trenitalia Tper.
A novembre 2019, la stazione risultava frequentata da un traffico giornaliero medio di circa 44 persone (18 saliti + 26 discesi).